# Stiftungspreis der Demokratie-Stiftung
Der Stiftungspreis der Demokratie-Stiftung dient der Förderung wissenschaftlicher Projekte, die einen Beitrag zur Vertiefung der demokratischen Ideen leisten. Die Stiftung ist an der Universität zu Köln angesiedelt, gleichwohl richtet sich der Preis an alle Wissenschaftler.
Der Stiftungspreis wird im 2-Jahresrhythmus verliehen und in zwei Kategorien vergeben. Der Preis ist für Dissertationen und Habilitationen mit 5000 € und für studentische Arbeiten (Bachelor- und Masterarbeiten) mit 2500 € dotiert. Die ausgezeichnete Arbeit muss sich in innovativer und hervorragender Weise im Kern mit dem Thema Demokratie auseinandersetzen.
Zu den Mitgliedern des Kuratoriums der Demokratie-Stiftung zählen Michael Stückradt (Kanzler der Universität zu Köln), Axel Freimuth (Rektor der Universität zu Köln), Bernhard Kempen (Präsident des Deutschen Hochschulverbandes), Klaus Hänsch (Präsident des Europäischen Parlaments a. D.), Johannes Neyses (Kanzler der Universität zu Köln a. D.), Karl-Rudolf Korte (Direktor der NRW School of Governance), Christiane Eilders (Inhaberin des Lehrstuhls für Kommunikations- und Medienwissenschaft an der Heinrich-Heine-Universität Düsseldorf) und Susanne Fengler (Wissenschaftliche Leiterin und Geschäftsführerin des Erich-Brost-Instituts für internationalen Journalismus).

## Preisträger
Zu den bisherigen Preisträgern gehören die Politikwissenschaftler Armin Schäfer und Tom Mannewitz und die Historikerin Hedwig Richter.